# Maison Demanet
La maison Demanet est un immeuble de style éclectique orné d'éléments Art nouveau situé dans le quartier d'Outremeuse à Liège, en Belgique. 

## Histoire
Construit en 1903, cet immeuble est l'une des réalisations de l'architecte Joseph Bottin, très actif dans ce quartier d'Outremeuse. Il signe les plans de cette maison pour le compte de A. Demanet, négociant.

## Situation
L'immeuble se situe à Liège au no 11 de la rue de la Justice, une rue d'Outremeuse reliant la place du Congrès au quai de la Dérivation. L'immeuble voisin (no 13) présente aussi quelques éléments de style Art nouveau alors que celui sis au (no 15) relève du style Art déco.

## Description

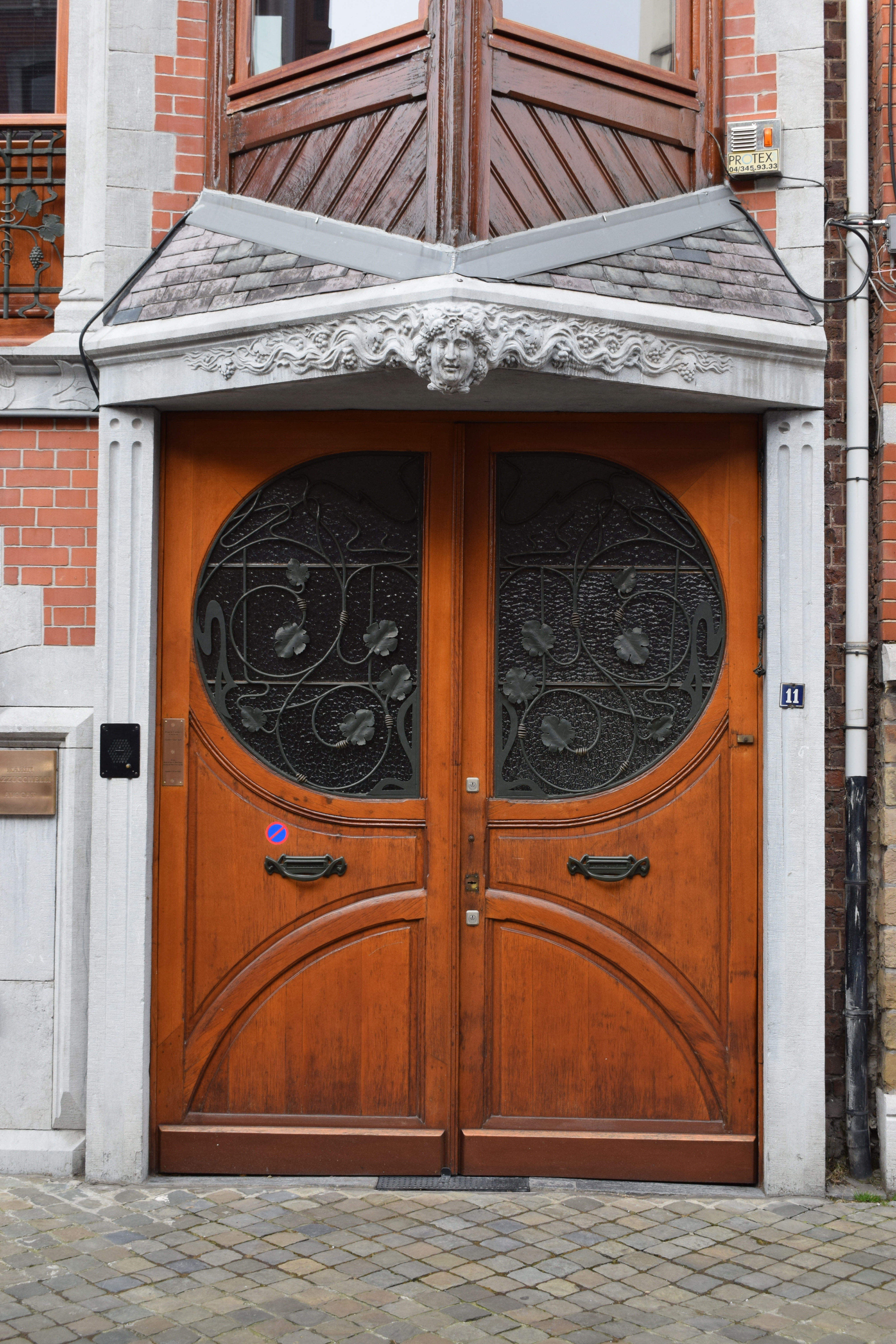

La façade asymétrique compte trois travées et quatre niveaux (trois étages). La travée de droite où se trouve la porte d'entrée est légèrement en ressaut. Deux matériaux sont utilisés : la brique rouge et la pierre taille pour le soubassement et les encadrements des baies.
Sur les deux travées de gauche, les six baies forment des arcs en plein cintre surmontés de pierres de taille placées en escaliers. 
La travée de droite possède une porte cochère à deux battants surmontée d'un petit toit et un oriel en bois à deux pans orné dans sa partie supérieure de cinquante carrés de vitraux et aussi surmonté d'un petit toit en ardoises. 
Le style Art nouveau est surtout visible dans l'ornement de la façade. Les ferronneries des baies du rez-de-chaussée et des garde-corps du premier étage des travées de gauche forment des rameaux de feuilles de vigne. La base triangulaire de l'oriel est ornée d'une sculpture en pierre représentant une tête féminine à la longue chevelure tout en ondulation. Les deux boîtes aux lettres de la porte cochère adoptent aussi des lignes de ce style. 
L'immeuble est repris à l'inventaire du patrimoine culturel immobilier de la Wallonie.